# Aníbal Troilo
Aníbal CarmeloTroilo (Buenos Aires, 11 de julho de 1914 – Buenos Aires, 18 de maio de 1975) foi um músico argentino, diretor de orquestra, compositor e bandoneonista. Era apelidado de Pichuco.

## Vida
Começou a tocar bandoneón muito jovem, aos oito anos, quando sua mãe lhe comprou um a prestações, que ele sempre continuou a tocar, até que sua esposa Zita Ida Dudui Kalacci lhe deu outro. Sua primeira apresentação pública foi aos onze anos; mais tarde fez parte de uma orquestra feminina e aos quatorze anos teve a ideia de formar um quinteto. Em dezembro de 1930 integrou o sexteto regido pelo violinista Elvino Vardaro, juntamente com o pianista Osvaldo Pugliese, Ciriaco Ortiz e Alfredo Gobbi Jr. como segundo violino, mas não restaram registros musicais desse notável conjunto.
Em 1931 colaborou com a orquestra ''Pacho'' de Juan Maglio e no mesmo ano reencontrou Ortiz na orquestra Los Provincianos, um dos grupos especialmente formados para gravar gravações para a gravadora Victor. Mais tarde fez parte da grande orquestra formada pelo violinista Julio De Caro e mais tarde, por um curto período de tempo, tocou nas orquestras de Juan D'Arienzo, Angel D'Agostino, Luis Petrucelli e na Típica Victor, dirigida por o famoso bandoneonista Federico Scorticati.
Junto com o acordeonista Feliciano Brunelli, Elvino Vardaro e o flautista Enrique Bour, Troilo fez parte do El Cuarteto del 900 e posteriormente passou para a grande orquestra regida pelo pianista Juan Carlos Cobián, última colaboração antes de estrear com sua própria orquestra.
Para a marca Odeon, em 7 de março de 1937, gravou pela primeira vez como maestro, interpretações dos tangos "Comme il faut", de Eduardo Arolas, e "Tinta verde", de Agustín Bardi. Devido a desentendimentos com a empresa, não voltou a gravar até 4 de março de 1941, quando fez sua primeira gravação para Victor. Posteriormente, e até 24 de junho de 1971, a orquestra de Troilo realizou 449 gravações, além das realizadas em conjunto com Roberto Grela (violão), Edmundo Zaldívar (chitarrone) e Enrique Kicho Díaz (contrabaixo), no período de junho de 1955 a setembro de 1956. Em 1962 fez mais dez gravações sempre com Roberto Grela, às quais se somaram Roberto Lainez (guitarra), Ernesto Báez (chitarrone) e Eugenio Pro (contrabaixo). Em 1968 formou o Quarteto Aníbal Troilo para gravar onze tangos e uma milonga para Victor, acompanhado por Ubaldo De Lío (violão), Rafael Del Bagno (contrabaixo) e Osvaldo Berlinghieri (piano). Em 1970 gravou alguns duetos com Astor Piazzolla ("El motif" e "Volver"), perfazendo um total de 485 gravações conhecidas.
Entre os cantores que passaram em sua orquestra estão Francisco Fiorentino, Alberto Marino, Floreal Ruiz, Edmundo Rivero, Jorge Casal, Raúl Berón, Roberto Rufino, Ángel Cárdenas, Elba Berón, Tito Reyes, Nelly Vázquez e Roberto Goyeneche. Seus pianistas foram Orlando Goñi, José Basso, Carlos Figari, Osvaldo Manzi, Osvaldo Berlinghieri e José Colángelo. Faleceu em 18 de maio de 1975.

## Obras
Como compositor criou um extenso número de tangos, entre os mais lembrados estão:
- 1941 (4 de março): Toda mi vida
- 1941 (16 de abril): Con toda la voz que tengo (milonga).
- 1941: Total pa’ qué sirvo
- 1942: Barrio de tango
- 1942: Pa’ que bailen los muchachos
- 1942: Acordándome de vos
- 1942: Valsecito amigo
- 1943: Garúa
- 1944: Naipe
- 1945: Garras
- 1945: María
- 1946 (14 de maio): Tres y dos
- 1946: Con mi perro (milonga).
- 1946: Mi tango triste
- 1947 (19 de agosto): Romance de barrio
- 1948 (23 de febrero): Sur
- 1950: Che, bandoneón
- 1951: La trampera (milonga).
- 1951: Discepolín
- 1951: Responso (dedicado ao seu melhor amigo, o recentemente falecido poeta Homero Manzi).
- 1953: A Pedro Maffia (com o quarteto com o violonista Roberto Grela).
- 1953: Vuelve la serenata
- 1953: Una canción
- 1953: Patio mío
- 1953: Milonga del mayoral
- 1954: La cantina
- 1955: A la guardia nueva
- 1956: La última curda (letra: Cátulo Castillo).
- 1957: Te llaman Malevo
- 1961: A Homero
- 1962: ¿Y a mí qué?
- 1962: Desencuentro
- 1962: Coplas
- 1964: Yo soy del treinta
- 1965: Milonguero triste
- 1966: Dale tango
- 1969: Nocturno a mi barrio.
- 1969: Milonga de La Parda
- 1969: El último farol
- 1970: Fechoría (milonga).
- 1971: Una canción
- 1972: La patraña
- 1975: Tu penúltimo tango

## Filmografia
Ator
- El canto cuenta su historia (1976).
- Ésta es mi Argentina (1974).
- Tango argentino (1969), dir. Simón Feldman
- Somos los mejores (1968).
- Buenas noches, Buenos Aires (1964).
- Prisioneros de una noche (1960).
- Vida nocturna (1955).
- Mi noche triste (1952).
- El tango vuelve a París (1948).

Música
- El fueye (cortometraje, 1999)

## Discografia

### Aníbal Troilo e a sua Orquesta

#### 78 rpm
- 1946: Yuyo verde / Garras
- 1949: Yo soy el tango / Mano brava
- 1950: Tú / Y volveremos a querernos

#### LP
- 1959: Pichuco y sus cantores
- 1959: Con toda la voz que tengo (com o cantor Francisco Fiorentino).
- 1959: Cuando tallan los recuerdos (com o cantor Alberto Marino).
- 1959: Tristezas de la calle Corrientes
- 1959: Haunting! The Authentic Argentine Tango
- 1963: Tango recio (com o cantor Edmundo Rivero).
- 1964: Café de los Angelitos (com o cantor Alberto Marino).
- 1964: Aníbal Troilo - Floreal Ruiz (com o cantor Floreal Ruiz).
- 1964: El bulín de la calle Ayacucho
- 1965: Bien milonga
- 1965: Aníbal Troilo - Floreal Ruiz (com o cantor Floreal Ruiz).
- 1965: Pichuco sin palabras
- 1965: Troilo - Marino (vol. 3) (com o cantor Alberto Marino).
- 1966: Soy un porteño
- 1966: Aníbal Troilo y Roberto Grela (com o guitarrista Roberto Grela).
- 1966: La historia de Aníbal Troilo (vol. 1-3)
- 196: Otra vez Pichuco
- 1966: Homenaje a Fiorentino
- 1966: Troilo for export
- 1966: Milongueando en el ’40
- 1966: Tangos de hoy y de siempre (com Osvaldo Pugliese).
- 1966: Troilo - Rivero (com o cantor Edmundo Rivero).
- 1967: Lo mejor de Aníbal Troilo
- 1967: Aníbal Troilo for export (vol. 2)
- 1967: Pichuco sin palabras (vol. 2)
- 1968: Ni más ni menos
- 1968: Nuestro Buenos Aires (com o cantor Roberto Goyeneche) RCA Victor AVL-3829.
- 1969: Nocturno a mi barrio
- 1969: El Polaco y yo (com o cantor Roberto Goyeneche).
- 1969: Che Buenos Aires
- 1969: Las grandes estaciones de Aníbal Troilo
- 1970: For export (vol. 3)
- 1970: ¿Te acordás... Polaco?
- 1970: A mí me llaman Juan Tango (com Juan D'Arienzo).
- 1972: Tango en Caño 14 (com Atilio Stampone, Roberto Goyeneche) RCA Victor AVS-4139
- 1972: Para vos, Homero
- 1973: De vuelta a Salta (com Dino Saluzzi).
- 1973: Pichuco y sus cantores
- 1973: Raúl Berón y la orquesta de Aníbal Troilo (com o cantor Raúl Berón).
- 1975: Quejas de bandoneón, EMI – 4301
- 1975: Bandoneón tierra adentro
- 1975: Tiempo de Aníbal Troilo
- 1975: Ayer, hoy y siempre
- 1975: Recordando a Aníbal Troilo y su orquesta
- 1975: Latitud de Buenos Aires
- 1975: Bandoneón mayor de Buenos Aires
- 1975: Bandoneón mayor de Buenos Aires (vol. 2)
- 1975: Discepolín
- 1975: Troilo en stéreo
- 1977: El conventillo
- 1978: Recuerdos de bohemia (com o cantor Alberto Marino).
- 1979: Troilo en el ’40
- Tango y tú
- 1983: Tango fran Argentina

#### CD
- 1989: El inmortal Pichuco

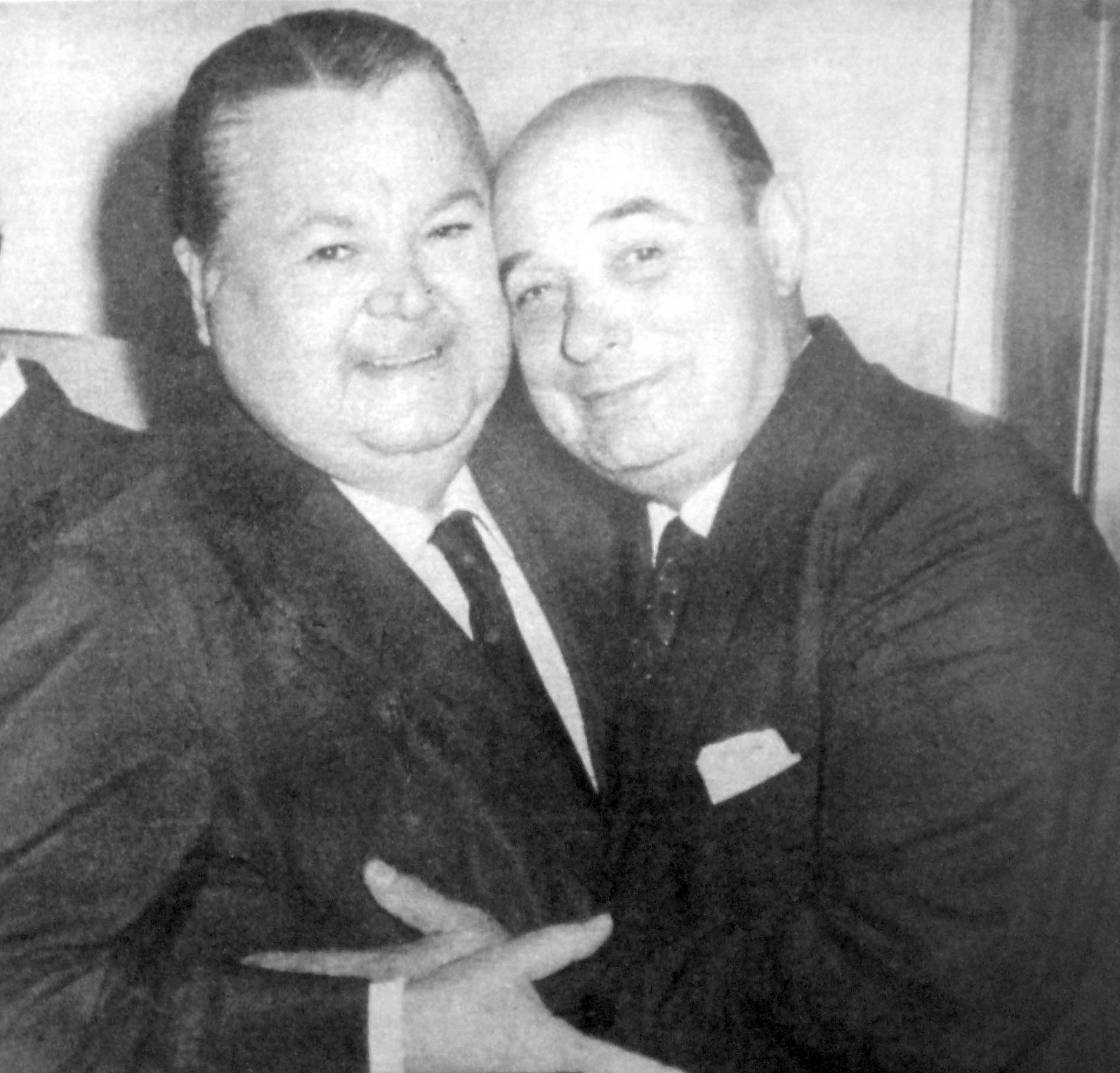
Aníbal Troilo com Cátulo Castillo (1906-1975). Fotografia publicada postumamente na revista Gente em outubro de 1975.

- 1994: Del tiempo guapo (com Francisco Fiorentino).
- 1994: Cuando tallan los recuerdos (com Alberto Marino).
- 1994: Romance de barrio (com Floreal Ruiz).
- 1994: Sur (com Edmundo Rivero).
- 1994: Medianoche (com Jorge Casal e Raúl Berón).
- 1994: Quejas de bandoneón
- 1999: 40 grandes éxitos

### LP
- 1963: Este es tango